# شیهو کیکوچی
شیهو کیکوچی (انگلیسی: Shiho Kikuchi; ۶ مهٔ ۱۹۷۲ – ) صداپیشه اهل ژاپن بود. وی از سال ۱۹۹۰ میلادی تاکنون مشغول فعالیت بوده‌است.